# Бирюкова, Александра Павловна
Алекса́ндра Па́вловна Бирюко́ва (в девичестве Ачкасова; 25 февраля 1929, с. Русская Журавка, Воронежский округ — 20 февраля 2008, Москва) — советский профсоюзный, партийный и государственный деятель, кандидат в члены Политбюро ЦК КПСС (одна из четырёх женщин в советской истории, когда-либо входивших в состав Политбюро, наряду с Е. Д. Стасовой, Е. А. Фурцевой и Г. В. Семёновой), заместитель Председателя Совета Министров СССР (1988—1990).

## Биография
Родилась в крестьянской семье (девичья фамилия — Ачкасова). Окончила химико-технологический факультет Московского текстильного института (1947—1952).
В апреле 1952 года вышла замуж за военнослужащего Александра Никитовича Бирюкова (1925—2006), в декабре 1953 года родила дочь Ирину, которая погибла в мае 1970 года (в 16 лет).
С 1952 года работала на 1-й московской ситценабивной фабрике.
С 1959 г. была выдвинута на работу в Московский городской совнархоз.
В 1963—1968 годах главный инженер Московского хлопчатобумажного комбината «Трёхгорная мануфактура» имени Ф. Э. Дзержинского.

В 1968—1985 годах — секретарь ВЦСПС (по предложению Шелепина), в 1985—86 годах — заместитель председателя ВЦСПС. На этих постах боролась за доступность товаров народного потребления, как свидетельствует А. Черняев: 
Во вторник был на Секретариате <...> разбор вопроса о завышении цен на детский ширпотреб и на медикаменты. С подачи ВЦСПС Бирюкова вывалила на секретариатский стол «продукцию» и понесла министров. Они пробовали сопротивляться, даже обвинить ее в «сенсационности», но Горбачев сделал им такой разнос, что уселись они на свои места побитыми дворняжками.
Член КПСС с 1956 года. Член ЦК КПСС (1976—90 годах, кандидат в 1971—76 годах). Секретарь ЦК КПСС с 6 марта 1986 года по 30 сентября 1988 года (курировала лёгкую промышленность). В 1988—90 годах кандидат в члены Политбюро ЦК КПСС (исключительный случай после 1961 года, когда своего поста лишилась Е. А. Фурцева). Единственная женщина в Политбюро ЦК КПСС восьмидесятых годов. После появления на телеэкранах стала образцом для подражания советских женщин: её окрестили «русской Маргарет Тэтчер», в парикмахерских делали прически «под Бирюкову», а портные шили костюмы «под Бирюкову».
Депутат Верховного Совета СССР (в 1986—1989 годах), депутат Верховного Совета РСФСР (в 1971—1990 годах).
Сопровождала Маргарет Тэтчер во время её визита в СССР в марте 1987 года.

Бирюкова нравилась Горбачёву: 
Бирюкову [Горбачёв] похвалил. Хочет ее сделать зампредом по легкой промышленности или председателем ВЦСПС (где она и была). Но больше склоняется к первому варианту. Умная, деятельная, принципиальная, вцепилась в дело хорошо… и женщина.

С 1 октября 1988 года по 17 сентября 1990 года — заместитель Председателя Совета Министров СССР, председатель Бюро Совета Министров СССР по социальному развитию. Занимаясь социальной защитой, лёгкой промышленностью и торговлей, курировала 24 министерства, начиная от комитета по спорту и совета по делам религий и кончая министерствами здравоохранения, просвещения, высшего и среднего специального образования.

Считая несправедливой критику М. С. Горбачёвым работы правительства за образовавшийся в стране дефицит лекарств, подала в отставку перед XXVIII съездом КПСС: 
Я говорю: «Михаил Сергеевич, это не наше правительство. Это бывшее правительство и политическое руководство, в составе которого вы были, в свое время приняло неправильное решение». Тогда было принято решение о разделении сфер производства со странами СЭВ. Крупнотоннажную химию решили развивать в СССР, а малотоннажную, к которой относилась и фармацевтика, — в соцстранах. За четыре пятилетки мы вложили в развитие фармацевтики в ГДР, Польше, Венгрии, Болгарии, Румынии более $20 млрд. А для собственной фармацевтической промышленности закупили оборудования только на $800 млн. Горбачёв остановился. Ему это страшно не понравилось. Полминуты стояла тишина. Тут Рыжков начал говорить: «Михаил Сергеевич, ведь она же говорит правильно. Так оно и есть. Это решение даже не отменено». Страны СЭВ поставляли нам лекарства в обмен на наши поставки, а после развала СЭВ сразу перешли на мировые цены и оплату в валюте.
С сентября 1990 года — персональный пенсионер союзного значения.
В 1991 году работала во Всесоюзном совете ветеранов; вернулась на «Трёхгорную мануфактуру», где с конца 1991 года в течение 10 лет работала в должности заместителя Генерального директора по внешнеэкономическим связям.
С 2002 года на пенсии. В 2003 году врачи поставили ей диагноз — онкология. Умерла 20 февраля 2008 года, похоронена в Москве на Троекуровском кладбище.

## Награды и звания
Награждена орденом Октябрьской Революции (29.06.1981), двумя орденами Трудового Красного Знамени (26.11.1971; 13.04.1976).